# Drymeia pilosa
Drymeia pilosa är en tvåvingeart som beskrevs av Xue, Pont och Wang 2008. Drymeia pilosa ingår i släktet Drymeia och familjen husflugor. Inga underarter finns listade i Catalogue of Life.